# Homofonia (językoznawstwo)
Homofonia – fonetyczna tożsamość różnych segmentów językowych (głosek, sylab, wyrazów itd.) przy możliwych różnicach w pisowni. 
Przez tożsamość nie należy rozumieć całkowitej identyczności (która jest niemożliwa ze względu na charakterystykę budowy narządów mowy), a jedynie nierozróżnialność cech istotnych danego segmentu językowego. 
Wyrazy homofoniczne mogą być homonimami, mogą też zachodzić między nimi różnice ortograficzne (np. morze – może, kod – kot, Bóg – Bug – buk, mieć – miedź), jednak wymawia się je identycznie. 
Izofonia (podobieństwo fonetyczne) dotyczy słów różnych znaczeniowo, ale brzmiących jednakowo. W języku polskim jednakowo mogą brzmieć: rz i ż, rz i sz, u i ó, u i ł, h i ch. Na terenach wschodnich (Lubelskie, Zamojskie) nadal istnieją różnice fonetyczne w wymawianiu h i ch. W polszczyźnie kontekst pozwala bezbłędnie wychwycić sens każdej wypowiedzi. W języku greckim znane jest zjawisko itacyzmu – η, υ, ει, οι, ηι oraz υι zaczęto wymawiać identycznie, jako i.

## Historia
Do językoznawstwa termin wprowadził w 1822 roku egiptolog Jean-François Champollion, odnosząc go jednak wyłącznie do hieroglifów egipskich. Termin „homonimia” występuje już w pismach Arystotelesa, słowo „homofonia” w znaczeniu muzykologicznym pojawia się natomiast po raz pierwszy już w 1752 roku. Współczesny sens językoznawczy terminu wprowadził w leksykografii William Thomas Brande (Dictionary of Science, Literature and Art), upowszechnił się on jednak dopiero w XX wieku.